# Университет Юты
Не следует путать с Университетом штата Юта (Utah state University).
Университет Юты (англ. University of Utah) — самое большое и значительное высшее учебное заведение штата Юта, США. Университет Юты является членом Ассоциации американских университетов, организации из ведущих научно-исследовательских университетов Соединённых Штатов Америки, одним из 146 высших учебных заведений США с классификацией «R1: докторские университеты — очень высокая исследовательская активность». В 2022 году финансирование исследований в Университете Юты составило 686 миллионов долларов, что является новым рекордом. Университет занимает 73 место в рейтинге 100 лучших университетов Соединённых Штатов Америки.
Избирательность абитуриентов при поступления на бакалавриат Университета Юты считается высокой. Процент приёма на 2023—2024 учебный год составил 61,5. Абитуриенты набирают высшие баллы на экзаменах SAT и ACT, а также имеют отличный средний балл школы.
Двадцать два стипендиата Родса, четыре лауреата Нобелевской премии, три лауреата премии Тьюринга, восемь стипендиатов Макартура, лауреаты Пулитцеровской премии, два астронавта, получатели Кембриджской стипендии Гейтса и стипендии Черчилля были связаны с университетом в качестве студентов, исследователей или преподавателей на протяжении всей его истории.
Спортивные команды университета (Utes) участвуют в NCAA Division I в качестве члена the Big 12 Conference.
Разработка компьютерной сети ARPANET (предшественницы Интернета) была поручена Калифорнийскому университету, Стэнфордскому исследовательскому центру, Университету штата Калифорния, и Университету Юты.

## История

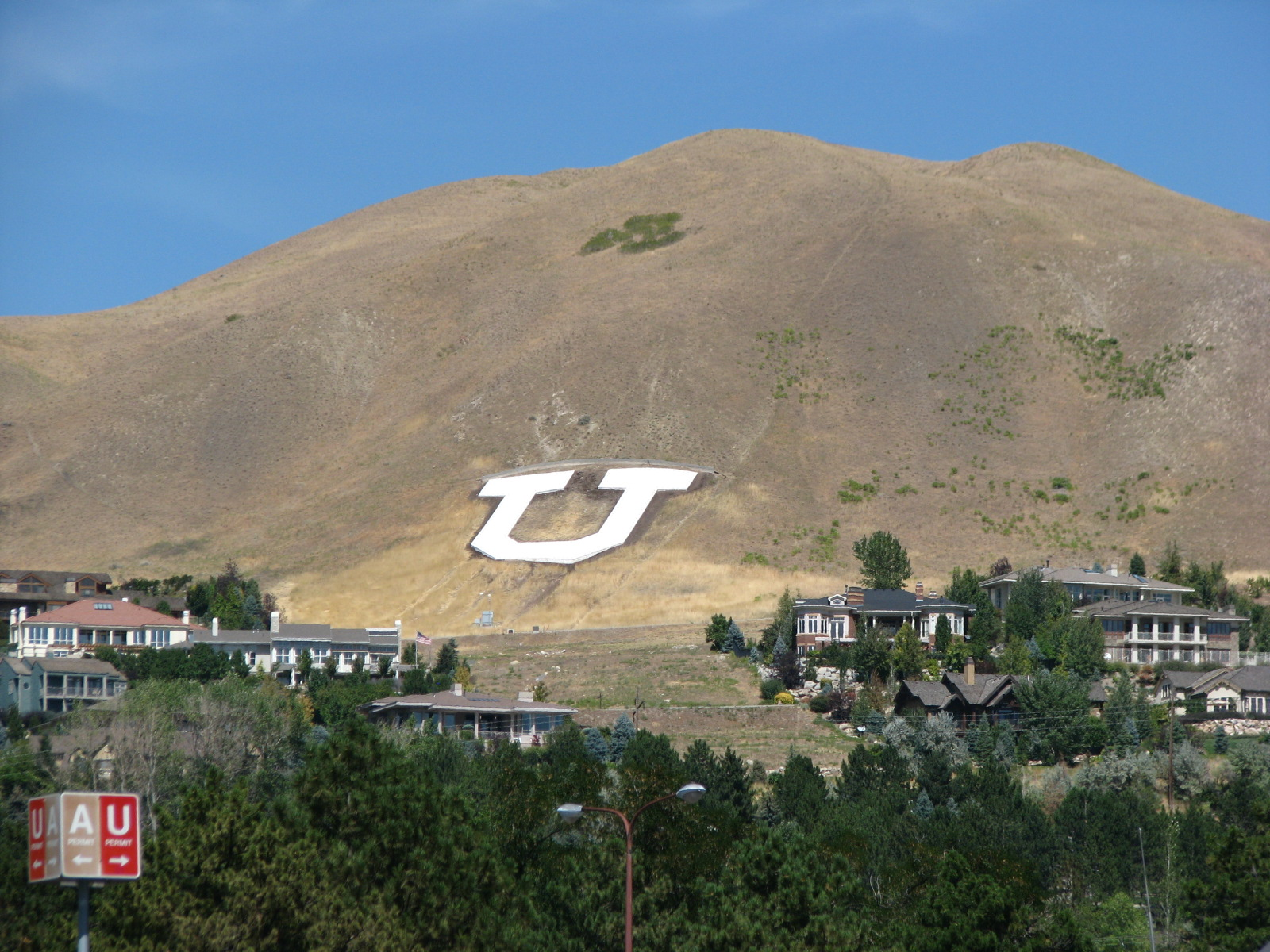

Университет был создан 28 февраля 1850 года и первоначально носил название Университета Дезерета (University of Deseret). Университет был учреждён Генеральной Ассамблеей временного штата Дезерет. Первым управляющим учебного заведения был Орсон Спенсер. Занятия проводились в частных домах и везде, где можно было найти место. В первые годы существования университет столкнулся с большими материальными трудностями, отсутствием дополнительных школ и недостатком количества абитуриентов, поэтому был закрыт в 1853 году. Свою деятельность университет возродил уже в 1867 году под руководством Девида О. Калдера, за которым в 1869 году последовал Джон Р. Парк. В 1892 году название Университета Дезерета было изменено на Университет Юты, и Джон Р. Парк начал договариваться о получении земли, принадлежащей форту Дуглас армии США на восточном склоне долины Солёного озера, куда университет навсегда переехал в 1900 году. С годами университету были переданы дополнительные земли Форт-Дуглас. Доктор Джон Р. Парк завещал университету всё свое состояние.
Во время зимних Олимпийских игр 2002 года в университете располагалась Олимпийская деревня, жилой комплекс для олимпийских и паралимпийских спортсменов. Стадион Райс-Экклс был главным стадионом, использовался для церемонии открытия и закрытия Зимних Олимпийских игр. Перед событиями в университете было сделано несколько крупных улучшений, в том числе капитальный ремонт стадиона Райс-Экклс, линии легкорельсового транспорта, ведущей в центр Солт-Лейк-Сити, нового студенческого центра, известного как Центр наследия, множества новых студенческих общежитий, и того, что сейчас является конференц-центром и студенческим городком на 180 номеров.
В 2014 году азиатский кампус Университета Юты открылся как международный филиал в глобальном кампусе Инчхон в Сонгдо, Инчхон, Южная Корея.

## Кампус
Университетский городок (кампус) занимает территорию размером 6,21 км2, включая комплекс медицинских наук, исследовательский парк и Форт-Дуглас. Он расположен вблизи хребта Уосатч, примерно в двух милях к востоку от центра Солт-Лейк-Сити.
Большинство курсов проходят на западной стороне кампуса, известной как нижний кампус из-за его более низкой высоты. Президентский круг представляет собой петлю зданий, названных в честь бывших президентов университетов, с внутренним двором в центре. Основные библиотеки в нижнем кампусе включают библиотеку Дж. Уилларда Марриотт и С.Дж. Юридическую библиотеку Куинни. Основным центром студенческой деятельности является Союз университетов А. Рэя Олпина, а фитнес-центры кампуса включают Комплекс здоровья, физического воспитания и отдыха (HPER) и Центр студенческой жизни Экклс.
Нижний кампус также является домом для большинства общественных мест, таких как стадион Райс-Экклс, Центр Джона М. Хантсмана, Музей изящных искусств Юты, Кингсбери-холл, используемый для гастролей и концертов, Мемориальный театр пионеров, используемый профессиональной театральной труппой Пионер, Дэвид П. Гарднер-холл, используемый Музыкальной школой для представлений, танцевальный центр Marriott. Сад Ред-Бьютт с садами и природными зонами, а также новым местом расположения Музея естественной истории штата Юта находится на дальней восточной стороне кампуса.
Комплекс медицинских наук в северо-восточной части кампуса включает Медицинский центр Университета Юты, Детский медицинский центр, Онкологический институт Хантсмана, Глазной центр Морана и Библиотеку медицинских наук Спенсера С. Экклса. Несколько университетских общежитий и квартир сгруппированы недалеко от Форт-Дугласа и Центра наследия, который служит студенческим центром и кафетерием в этом районе. В трёх жилых комплексах на территории кампуса есть более тысячи университетских квартир для студентов, сотрудников и преподавателей. На территории кампуса находится Исследовательский парк, в котором расположены такие компании, как ARUP Laboratories, Evans & Sutherland, Sarcos, Biofire Diagnostics и Myriad Genetics.
Занятия также проводятся в центрах за пределами кампуса, расположенных в районах Сент-Джордж и Сэнди.

## Факультеты и институты
Университет Юты является флагманским государственным исследовательским университетом с четырехлетним сроком обучения. Университет объединяет 150 академических программ в семнадцати колледжах и школах. Школа культурных и социальных преобразований — новейший колледж университета, первый выпуск которого состоялся в 2018 году.
1. Колледж архитектуры и планирования
2. Колледж изящных искусств
3. Колледж гуманитарных наук
4. Колледж образования
5. С.Дж. Юридический колледж Куинни
6. Колледж социальных и поведенческих наук
7. Колледж социальной работы
8. Колледж с отличием Университета Юты
9. Колледж науки
10. Инженерный колледж Джона и Марсии Прайс
11. Колледж горного дела и наук о Земле
12. Фармацевтический колледж
13. Колледж медсестер
14. Колледж здоровья
15. Школа бизнеса Дэвида Экклса
16. Школа стоматологии
17. Школа культурных и социальных преобразований

Колледж с отличием (Honors College) Университета Юты предлагает программы с отличием уже более пятидесяти лет.
Honors Bachelor’s Degree имеет дополнительную ступень в процессе получения степени бакалавра, которая разработана на более высоком (чем у общей степени бакалавра) академическом уровне. Степень является демонстрацией более высокого уровня достижений и образования на уровне бакалавриата. Процесс приема в Колледж с отличием является очень конкурентным. В процессе целостного обзора приёмная комиссия ищет способных, ответственных студентов, которые проявляют интерес как к гуманитарным, так и к естественным наукам. Приёмная комиссия тщательно оценивает оценки, эссе, внеклассные мероприятия, интеллектуальную любознательность, общее соответствие миссии и целям Колледжа с отличием, самосознание абитуриента и его размышления о внеучебной деятельности.